# Dicrotendipes lindae
Dicrotendipes lindae är en tvåvingeart som beskrevs av Epler 1988. Dicrotendipes lindae ingår i släktet Dicrotendipes och familjen fjädermyggor. Inga underarter finns listade i Catalogue of Life.